# Stephen Lehew
Stephen Lehew (Texas, 1949) è un attore e cantante statunitense.

## Biografia
Nato e cresciuto in Texas, Stephen Lehew ha studiato recitazione alla University of North Texas. Dopo la fine degli studi, Lehew ha fatto il suo debutto sulle scene nel 1968 nel musical The Desert Song in scena a Dallas e nello stesso anno ha recitato anche in Carousel. Nel 1969 ha fatto il suo esordio nell'Off-Broadway con il musical Rondelay, mentre negli anni successivi ha recitato nel circuito regionale nei musical Little Me (Dallas, 1970), The Unsinkable Molly Brown (Dallas, 1971), Fiddler on the Roof (Dallas, 1973) e la prima tournée statunitense del musical di Stephen Sondheim A Little Night Music con Jean Simmons (1974).
Nel 1975 ha fatto il suo debutto a Broadway nel musical Rodgers and Hart e successivamente  ha recitato in altri due allestimenti di A Little Night Music nel 1976 e nel 1977. Nel 1980 è tornato a recitare a Broadway nel musical Brigadoon, mentre negli anni seguenti ha recitato in Bloomer Girl (1981), A Little Night Music (1983), Sweeney Todd: The Demon Barber of Fleet Street (Michigan, 1984) e Sweet Will (Off-Broadway, 1986). Nel 1986 e nel 1989 ha recitato in due allestimenti di My Fair Lady, rispettivamente in scena a Detroit e Costa Mesa. Nel 1989 interpretò per la prima volta Gesù nel musical Jesus Christ Superstar e negli anni successivi tornò ad interpretare la parte in cinque diversi allestimento dello show, inclusa la tournée americana del 1990. Dagli anni novanta la sua attività teatrale si è diradata in favore dell'attività concertistica e strinse un proficuo sodalizio artistico con Marvin Hamlisch durato fino alla morte del compositore.